# Itaro Santos
Ítaro Alves dos Santos (* 28. Juli 1985 in Recife, Pernambuco, Brasilien), kurz Itaro Santos, ist ein deutsch-brasilianischer Snookerspieler. Er gewann die Snooker-Amerikameisterschaft 2015, die EBSA European Team Championship 2007 und zwei Mal die deutsche Snooker-Meisterschaft und war von 2015 bis 2017 Profispieler.

## Karriere
Santos begann bereits mit dem Snooker im Kindesalter, je nach Angaben mit sieben oder neun Jahren. Den Anstoß soll ein TV-Auftritt des englischen Snookerspielers Jimmy White gegeben haben. Bereits als Elfjähriger gewann er den brasilianischen Pokal, weitere Titel in Brasilien folgten in den nächsten Jahren. Anfang der 2000er-Jahre fand er einen Sponsor, um sich in Europa an einem Karrieresprung zu versuchen. Er zog nach England, wo er zunächst in Leicester im Willie Thorne Snooker Centre und später bei Chris Henry in Rushden trainierte. In diese Zeit fallen auch seine ersten Auftritte auf internationaler Bühne, die aber noch keineswegs von Erfolg waren. 2004 verlor er seinen Sponsor und Santos verlagerte seinen Lebensmittelpunkt nach Deutschland, wo er Verwandte hatte. Dies war eine Kompromisslösung, um nicht zurück nach Brasilien zu müssen. Seitdem trat er auch für Deutschland an. Von Vorteil war, dass der deutsche Verband im Gegensatz zum Pendant in Brasilien Mitglied der International Billiards & Snooker Federation war. In den folgenden Jahren trainierte Santos hauptsächlich in den Räumen des Kölner Snooker Clubs.
Danach trat er auch bei verschiedenen deutschen Amateurturnieren an. Ab 2005 erreichte er insgesamt vier Mal das Finale der deutschen Snooker-Meisterschaft und konnte den Meistertitel auch zwei Mal gewinnen. Daneben erreichte er unter anderem auch das Achtelfinale des Paul Hunter Classic 2009. International vertrat er deshalb Deutschland auch bei einigen Amateur-Meisterschaften, wo er aber weitaus weniger Erfolg hatte. Allerdings gewann er 2007 im Team zusammen mit Lasse Münstermann und Sascha Lippe die EBSA European Team Championship. Daneben visierte Santos auch eine Profikarriere an und nahm deshalb ab 2004 jährlich an der Challenge Tour beziehungsweise der Pontin’s International Open Series teil. Der Durchbruch blieb ihm aber versagt. Immerhin wurde er vereinzelt zu Turnieren mit professioneller Beteiligung eingeladen, namentlich zum 6-Red Snooker International 2008 und zum Finalturnier der World Series of Snooker 2008/09. Ende der 2000er-Jahre wechselte er wieder zum brasilianischen Verband. Wurde er in den Listen für die PIOS 2008/09 noch als deutscher Vertreter bezeichnet, so galt er auf der PIOS 2009/10 bereits brasilianischer Teilnehmer.
Zwar zog sich Santos danach für einige Jahre vom internationalen Snooker zurück, doch in Brasilien erhielt Santos Unterstützung im Snooker, sowohl vom brasilianischen Verband als auch durch Fördermittel des Staates. 2012 nahm er seine Aktivitäten wieder auf. Zunächst nahm er ohne bedeutende Erfolge an der Players Tour Championship 2012/13 teil. Auch versuchte er wieder, sich für die Profitpur zu qualifizieren. Doch weder über die Q School noch über die EBSA Qualifying Tour war ihm ein Erfolg vergönnt. Der internationale Durchbruch gelang ihm erst 2015, als er sich im Finale der Amerikameisterschaft gegen seinen Landsmann Thadeu Nobres durchsetzen konnte. Kurzfristig war er dadurch für die Teilnahme an der Qualifikation für die Snookerweltmeisterschaft 2015 qualifiziert, wo er aber bereits sein Auftaktspiel verlor. Mittelfristig qualifizierte er sich für die Snooker Main Tour: Er erhielt für die Profitour eine Startberechtigung für die Spielzeiten 2015/16 und 2016/17.
Als Profispieler konnte er aber kein einziges Spiel gewinnen. Deshalb wurde er auf der Snookerweltrangliste stets in den hinteren Rängen geführt und verlor 2017 seinen Profistatus wieder. Danach nahm er noch sporadisch an einigen internationalen Turnieren teil, eine erneute Qualifikation für die Profitour gelang ihm aber nicht. Nach wie vor hatte Santos enge Verbindungen nach Deutschland und kehrte zum Beispiel dorthin zurück, um sich beim 1. SC Mayen-Koblenz auf die PABSA-Snooker-Amerikameisterschaft 2021 vorzubereiten. In Brasilien arbeitet er derweil als Billardtrainer. In seiner Heimatstadt Recife unterhält er eine eigene Itaro Santos Snooker Academy.

## Erfolge
| Ausgang         | Jahr | Turnier                         | Finalgegner       | Ergebnis |
| --------------- | ---- | ------------------------------- | ----------------- | -------- |
| Amateurturniere |      |                                 |                   |          |
| Sieger          | 2005 | Deutsche Snooker-Meisterschaft  | Lasse Münstermann | 4:0      |
| Zweiter         | 2006 | Deutsche Snooker-Meisterschaft  | Lasse Münstermann | 3:4      |
| Sieger Anm. 1   | 2007 | EBSA European Team Championship | Belgien 1 Anm. 2  | 10:7     |
| Sieger          | 2008 | Deutsche Snooker-Meisterschaft  | Christian Gabriel | 4:0      |
| Zweiter         | 2009 | Deutsche Snooker-Meisterschaft  | Patrick Einsle    | 2:4      |
| Sieger          | 2015 | Snooker-Amerikameisterschaft    | Thadeu Nobres     | 6:0      |